# Begonia antsiranensis
Begonia antsiranensis là một loài thực vật có hoa trong họ Thu hải đường. Loài này được Aymonin & Bosser mô tả khoa học đầu tiên năm 1983.